# 布拉费
布拉费（法語：Braffais，法語發音：[bʁafɛ]）是法国芒什省的一个旧市镇，属于阿夫朗什区。2016年，布拉费与邻近的2个市镇合并为新市镇勒帕尔克。

## 地理
布拉费（48°45'25"N, 1°15'40"W）面积5.79 平方千米，位于法国诺曼底大区芒什省，该省份为法国西北部沿海省份，西、北、东北三面环大西洋，东起顺时针与卡爾瓦多斯省、奧恩省、马耶讷省和伊勒-维莱讷省接壤。
与布拉费接壤的市镇（或旧市镇、城区）包括：拉谢斯博杜安、普隆、蒂尔皮耶。

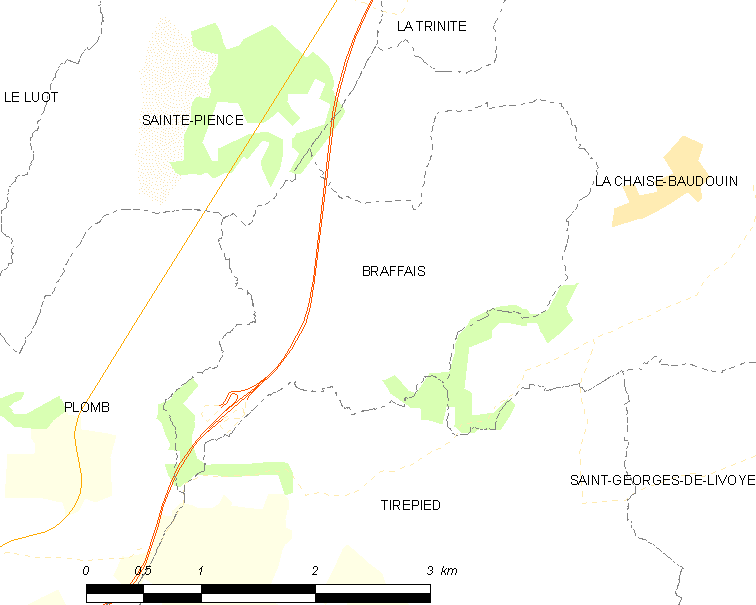
布拉费的OSM定位图

布拉费的时区为UTC+01:00、UTC+02:00（夏令时）。

## 行政
布拉费的邮政编码为50870，INSEE市镇编码为50071。

## 政治
布拉费所属的省级选区为伊西尼-勒比阿县。

## 人口

1962-2008年间布拉费人口变化图示

布拉费于2013时的人口数量为192人。